# Gagyi mami
A Gagyi mami (eredeti cím: Big Momma's House) 2000-ben bemutatott amerikai–német filmvígjáték, amely a Gagyi mami filmek első része. A forgatókönyvet Darryl Quarles és Don Rhymer írta, a filmet Raja Gosnell rendezte, a zenéjét Richard Gibbs szerezte, a producerei David T. Friendly és Michael Greene voltak. A Regency Enterprises készítette, a 20th Century Fox forgalmazta.
Amerikában  2000. június 2-án, Magyarországon szeptember 7-én mutatták be a mozikban.

## Rövid történet
Hogy megvédjen egy gyönyörű nőt és fiát egy rablótól, Malcolm Turner (Martin Lawrence) FBI-ügynök nagymamának álcázza magát, hogy elkaphassa a bankrablót.

## Cselekmény
Malcolm Turner FBI-ügynök arról ismert, hogy nyomozásai során a felismerhetetlenségig képes álcázni magát. Kollégájával, Johnnal együtt azt a feladatot kapja, hogy keresse meg Lester Vescót, aki most szökött meg a börtönből. Vescót életfogytiglani börtönbüntetésre ítélték, miután egy bankrablás során két embert meggyilkolt - de a bankrablásból származó milliós zsákmány hollétét nem sikerült kideríteni.
Malcolmot és társát, John Maxwellt a megbízatás a Georgia állambeli Cartersville kisvárosába vezeti. Malcolm Vesco volt barátnőjének, Sherry Pierce-nek a nyomába ered, aki esetleg kapcsolatba lép a nagymamájával, egy jószívű öregasszonnyal. Egyik este a nagymama telefonhívást kap, és azonnal el kell mennie, mert barátnője férje megbetegedett. Ennek következtében a nő váratlanul távozik, és a két ügynöknek az az ötlete támad, hogy lehallgatják a nő telefonját, de éppen ebben a pillanatban Sherry felhívja a nagymamáját, hogy meg akarja látogatni, és Malcolm, hogy megakadályozza Sherry érkezését, megszemélyesíti a nagymamát, először telefonon, majd fizikailag is: egy parókának, rengeteg sminknek, extra nagy párnának és ruhának köszönhetően az ügynök a hetvenéves nagymama bőrébe bújik.
A következő napokban Malcolmnak nagymamának álcázva kell magát kiadnia. Beszélget a szomszédokkal, templomba jár, és közben Sherryvel és annak fiával, Trenttel beszélgetve próbál többet megtudni Lesterről. Az idő előrehaladtával azonban Malcolm beleszeret a lányba, és el kell választania a munkát az érzelmektől.
A bankrablásból származó zsákmányt megtalálják Sherry fiának egy dobozában elrejtve, de Sherry azt állítja, hogy semmit sem tudott róla. Egy nap az igazi Hattie Mae visszatér, ugyanakkor Vesco rájön Sherry hollétére, és ott is megjelenik. Malcolmnak sikerül letartóztatnia Vescót, de Sherry csalódott, mivel Malcolm végig hazudott neki, és nyilvánvalóan azt hitte, hogy bűnrészes. Később Malcolm részt vesz egy istentiszteleten a templomban, ahol Sherry is jelen van. A férfi mindenki előtt szerelmet vall neki, és megcsókolják egymást.

## Szereplők
| Szerep                     | Színész                 | Magyar hang                  |
| -------------------------- | ----------------------- | ---------------------------- |
| Malcolm Turner/Nagymami    | Martin Lawrence         | Kálloy Molnár Péter          |
| Sherry Pierce              | Nia Long                | Timkó Eszter                 |
| John                       | Paul Giamatti           | Schnell Ádám                 |
| Trent Pierce               | Jascha Washington       | Borbíró András               |
| Hattie Mae Pierce/Nagymami | Ella Mitchell           | Schubert Éva                 |
| Lester Vesco               | Terrence Howard         | Szabó Győző                  |
| Nolan                      | Anthony Anderson        | Gesztesi Károly              |
| Ben Rawley                 | Carl Wright             | Buss Gyula                   |
| Sadie                      | Phyllis Applegate       | Felföldi Anikó               |
| Miss Patterson             | Starletta DuPois        | Vajda Márta                  |
| Miss Másik Patterson       | Jessie Mae              | Czigány Judit                |
| Lena                       | Nicole Prescott         | Kéri Kitty                   |
| Twila                      | Octavia Spencer         | Balogh Anna                  |
| Ritha                      | Tichina Arnold          | Csarnóy Zsuzsanna            |
| Tiszteletes                | Cedric the Entertainer  | Tóth Zoltán                  |
| Kang                       | Philip Tan              | Karácsonyi Zoltán            |
| Kosarazó srácok            | Edwin Hodge Aldis Hodge | Molnár Levente Hamvas Dániel |
| FBI-felettes               | N/A                     | Kristóf Tibor                |
| Fegyverkereskedő           | N/A                     | Salinger Gábor               |

## Televíziós sorozatok
HBO, RTL Klub, TV2

## Fordítás
Ez a szócikk részben vagy egészben  a   Big Mama (film) című olasz Wikipédia-szócikk fordításán alapul.  Az eredeti cikk szerkesztőit annak laptörténete sorolja fel. Ez a jelzés csupán a megfogalmazás eredetét és a szerzői jogokat jelzi, nem szolgál a cikkben szereplő információk forrásmegjelöléseként.